# Bohuš Keler
Bohuš Keler (* 8. September 1961 in Karviná als Bohuslav Keler) ist ein ehemaliger tschechischer Fußballspieler und jetziger Fußballtrainer.

## Vereinskarriere
Keler begann mit dem Fußballspielen im Alter von acht Jahren bei NHKG Karviná. 1979 wechselte er in die Jugendabteilung von Baník Ostrava, wo er zwei Jahre blieb. Seine erste Station im Herrenbereich war von 1981 bis 1983 der damalige Zweitligist TJ ŽD Bohumín. Zwischen 1983 und 1985 absolvierte Keler seinen Wehrdienst bei VTJ Tábor.
Anschließend wechselte der Mittelfeldspieler zu TJ Vítkovice und wurde gleich in seiner ersten Saison tschechoslowakischer Meister. Nach fünf Jahren in Ostrava ging Keler in die französische Division 2 zu Le Havre AC. Er verhalf der Mannschaft zum Aufstieg in die erste Liga, wechselte aber selbst zu AS Angoulême-Charente 92.
1993 kehrte Keler nach Tschechien zurück und schloss sich seinem ehemaligen Verein FC Vítkovice an, für den er in 17 Erstligaspielen zwei Tore schoss. Nach der Saison beendete er seine Profikarriere, ließ seine Laufbahn aber noch bei ČSA Karviná (1994/95) und als Spielertrainer beim FK Krnov (1995 bis 1997) ausklingen.

## Nationalmannschaft
Zwischen 1980 und 1981 absolvierte Keler neun Spiele für die Tschechoslowakische U18-Auswahl, in denen er vier Tore schoss.

## Trainerkarriere
Nach seiner Zeit als Spielertrainer in Krnov coachte Keler von 1997 bis 1999 den Drittligisten MSA Dolní Benešov. Anschließend übernahm er in der zweiten Liga den SFC Opava und führte ihn in die Gambrinus Liga. Nach dem neunten Spieltag der Saison 2001/02 wurde er mangels Erfolg entlassen. In der Rückrunde war er erneut in Dolní Benešov tätig, zur Saison 2002/03 übernahm er den Zweitligisten 1. HFK Olomouc. Nach acht Spielen wurde sein Vertrag aufgelöst. In der Spielzeit 2003/04 war er Trainer bei seinem Ex-Klub FC Vítkovice, musste aber nach nur drei Siegen aus zwölf Spielen gehen. In der Folge trainierte er bis 2007 abermals MSA Dolní Benešov. Seit Mitte 2007 ist er Trainer des SK Čeladná in der sechsten Liga.
| Personendaten    | Personendaten                                   |
| ---------------- | ----------------------------------------------- |
| NAME             | Keler, Bohuš                                    |
| ALTERNATIVNAMEN  | Keler, Bohuslav                                 |
| KURZBESCHREIBUNG | tschechischer Fußballspieler und Fußballtrainer |
| GEBURTSDATUM     | 8. September 1961                               |
| GEBURTSORT       | Karviná                                         |